# Cech bursztynników w Słupsku

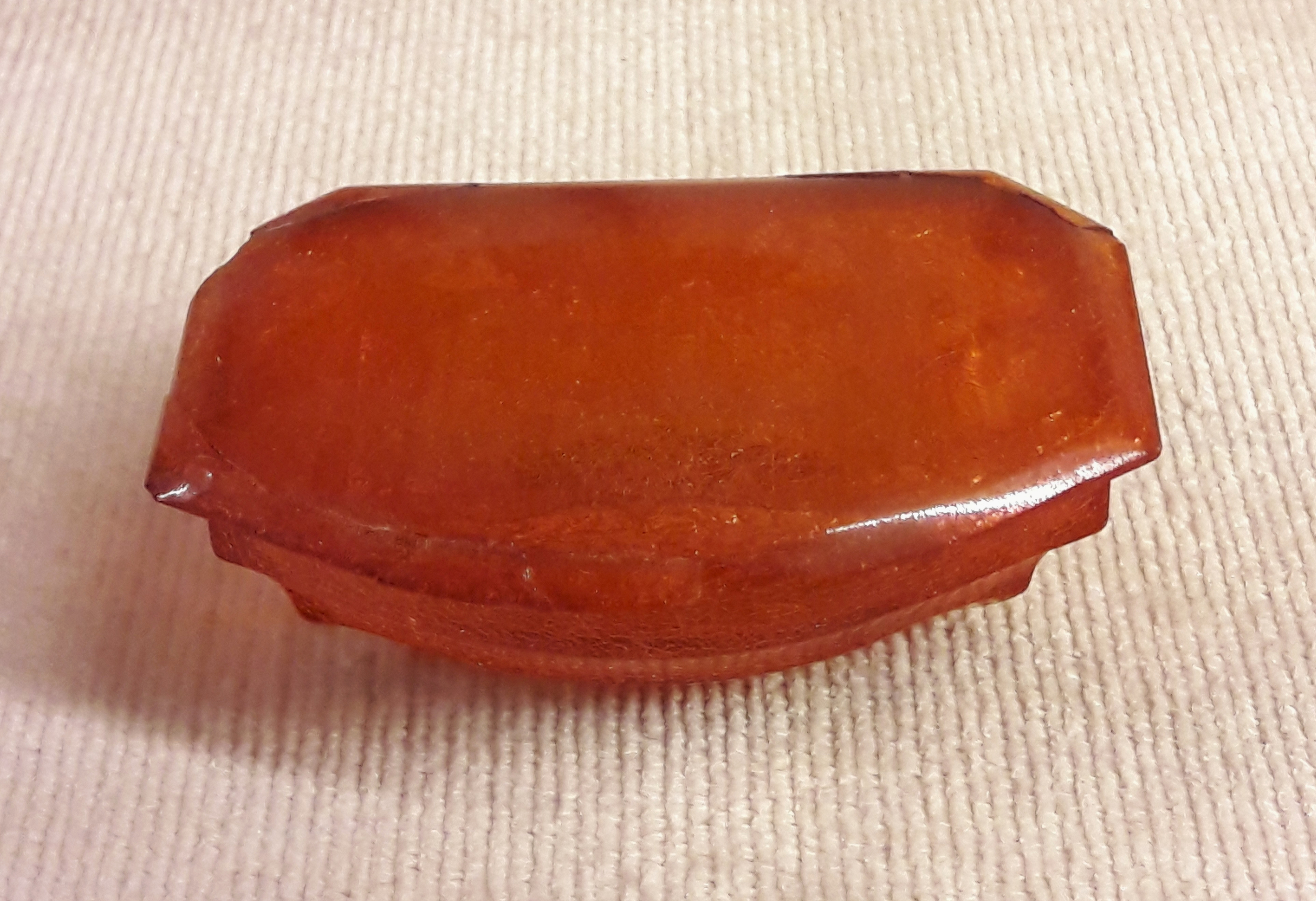
Tabakiera bursztynowa z XVIII wieku, wyrób ze Słupska. Zbiory skarbca Rezydencji Monachium.

Cech bursztynników w Słupsku – cech rzemieślników specjalizujących się w obróbce bursztynu i wytwarzaniu z niego wyrobów, powstały w Słupsku przed rokiem 1477 i istniejący do roku 1883. Był to jeden z najstarszych cechów tego typu w rejonie bałtyckim.
Data założenia cechu bursztynników w Słupsku nie jest znana, uznaje się jednak zwykle, że nastąpiło to przed powstaniem takiegoż cechu w Gdańsku, czyli przed rokiem 1477. Ponieważ w rejonie Słupska nie znano dużych złóż bursztynu, to rozwój i aktywność cechu była ściśle uzależniona od możliwości pozyskania surowca z obszarów bursztynonośnych, zwłaszcza ze wschodnich rejonów Zatoki Gdańskiej i z rejonu Zalewu Kurońskiego. Możliwości takie zależały od aktualnej sytuacji politycznej, gdyż sprzedaż bursztynu z miejsc jego występowania była zwykle silnie kontrolowana przez tamtejsze władze. Dlatego cech borykał się z częstymi brakami surowca i związanymi z tym ograniczeniami wytwarzania wyrobów bursztynowych w Słupsku. Z tego powodu już w 1489 roku cech otrzymał przywilej warzenia piwa, który w XVI wieku rozszerzono o przywileje sprzedaży tego napoju, a także handlu metalami szlachetnymi, kamieniami jubilerskimi i jedwabiem. Dawało to alternatywne, względem sprzedaży dzieł bursztynowych, źródła dochodu mistrzom i pozwalało im prowadzić handel wymienny, w którym wyroby bursztynowe wymieniano na drogocenne materiały. Piwowarstwo i handel ww. dobrami były też istotne dla cechu w XVII wieku, kiedy zaczął on również produkcję i handel suknem, a także w następnym wieku.
W roku 1643 cech skupiał 22 mistrzów bursztyniarstwa, a w II połowie XVII wieku kilkunastu, gdyż nastąpił wówczas znaczny spadek dostaw bursztynu i kryzys w bursztyniarstwie słupskim. Z tego powodu zwiększyło się zaangażowanie członków cechu w produkcję i handel piwem oraz tkaninami. W 1723 roku zmieniono nazwę organizacji z cechu na gildię kupców bursztynu, jednak w dalszym ciągu jej członkowie zajmowali się również wytwarzaniem przedmiotów z jantaru. Zaopatrzenie w surowiec znacznie się poprawiło, a co więcej długoterminowo ustabilizowało od roku 1726, gdy władze pruskie ustaliły, że cech słupski będzie miał prawo zakupu 1/3 całego bursztynu pozyskiwanego we wschodnich Prusach, czyli w głównym regionie wydobycia jantaru. Dzięki temu, w pierwszej połowie XVIII wieku liczba słupskich mistrzów cechowych rosła: w 1726 roku było ich 34, a w 1751 roku już 54. Tak duża liczba bursztynników, przy wciąż niewystarczających dostawach bursztynu, skutkowała sporami i konfliktami, dlatego w latach 1751 i 1755 silnie ograniczono prawnie możliwość zostania pełnoprawnym mistrzem na innej drodze niż dziedziczenie tytułu po ojcu lub ożenek z wdową po mistrzu. Ponadto w 1755 roku król pruski Fryderyk II ustanowił górny limit pełnoprawnych mistrzów (mających prawo kupowania bursztynu) w cechu słupskim na 54. Oprócz tego limitu, w cechu mogli działać inni, mniej liczni, mistrzowie bursztynnicy, ale bez prawa do kupowania surowca, czyli mogli wykonywać tylko prace zlecone im wraz z surowcem przez mistrzów pełnoprawnych. W I połowie XVIII wieku wzrosło zróżnicowanie majątkowe i skali działań wśród mistrzów, również tych pełnoprawnych. Kilku z nich skupiło w swoich rękach dochodową sprzedaż poza Słupsk miejscowych wyrobów bursztynowych i innych produktów wytwarzanych przez cech, podczas gdy pozostali sprzedawali im swoje wyroby, stopniowo ubożejąc. Całkowite załamanie się dostaw bursztynu ze wschodnich Prus w trakcie wojny siedmioletniej, spowodowało wielki kryzys cechu, jednak po jej zakończeniu król pruski ustanowił w 1764 roku nowy parytet podziału bursztynu wschodniopruskiego między oba bursztynnicze cechy Prus: królewiecki i słupski, wynoszący po 50% zbiorów dla każdego z nich. Było to korzystne dla cechu słupskiego i w powiązaniu ze wzrostem wydobycia jantaru w tym okresie oraz dodatkowymi przydziałami rekompensującymi brak dostaw w czasie wojny, skutkowało największym w dziejach rozwojem cechu, trwającym do końca lat 70. XVIII wieku, przejawiającym się m.in. potrojeniem liczby pełnoprawnych mistrzów. Generalny trend spadku pozyskiwania nowego surowca we Wschodnich Prusach zaczął się na początku lat 80. XVIII wieku, w efekcie czego liczba pełnoprawnych mistrzów słupskich zmalała ponownie do 54 w roku 1798. Próbowano znaleźć lokalne źródła jantaru, wykupując prawo zbierania go na plażach regionu Łeby i Pomorza Zachodniego, a także otwierając kopalnię bursztynu w Możdżanowie, czynną od 1782 do co najmniej 1785 roku oraz małe kopalnie w I połowie i w latach 50. XIX wieku m.in. w Dretyni, Barcinie oraz Trzcinnej, jednak nie przyniosło to trwałej poprawy zaopatrzenia (kopalnie te były prywatne, ale urobek sprzedawano cechowi słupskiemu), toteż liczba mistrzów (obu kategorii łącznie) sukcesywnie spadała: w 1798 było ich 95, w 1812 – 66, w 1828 – 36, a w latach 50. i 60 XIX wieku już tylko 8–9. Dodatkowy problem stanowiła liberalizacja sprzedaży bursztynu w Prusach i likwidacja systemu gwarantowanych cechowi przydziałów w roku 1836. W efekcie tych procesów w 1883 roku cech bursztynników w Słupsku został rozwiązany.
Po 1883 roku, aż do lat 30 XX wieku działała w Słupsku zmienna liczba przedsiębiorstw zajmujących się produkcją wyrobów bursztynowych i ich imitacji. Niektóre z nich posiadały własne, lokalne, małe kopalnie bursztynu.
W okresie istnienia cechu słupskiego znaczna część jego produkcji wyrobów bursztynowych przypadała na paciorki bursztynowe, w średniowieczu wykorzystywane do wyrobu różańców, a później np. naszyjników. Badacze bursztynnictwa sądzą, że mistrzowie słupscy w XVII wieku specjalizowali się w wytwórstwie bogato rzeźbionych bursztynowych rękojeści sztućców. Znane są też będące dziełem rzemieślników słupskich bursztynowe wyroby z XVIII wieku przeznaczone dla arystokracji niemieckiej: medaliony, szachy, warcaby, kasetki, a nawet wyroby na dwór carski w Rosji oraz medaliony i tabakiery bursztynowe z I poł. XIX wieku. W zbiorach Muzeum Wiktorii i Alberta znajdują się komplety sztućców z elementami bursztynowymi, pochodzące przypuszczalnie ze Słupska.